# Mestalla (barri de València)
Mestalla és un barri de la ciutat de València que pertany al districte del Pla del Real, a l'est de la ciutat. Comprèn la zona delimitada a l'oest pel barri de L'Exposició, al nord pels barris de la Ciutat Universitària i de La Bega Baixa (districte d'Algirós), a l'est pels barris de L'Amistat (també del districte d'Algirós), d'Albors, del Camí Fondo i de Penya-Roja (els tres del districte de Camins al Grau), i al sud pel Jardí del Túria (vell llit del riu Túria), el qual el separa dels barris del Pla del Remei i Gran Via al districte de L'Eixample.
S'emmarca entre l'avinguda de Blasco Ibáñez al nord, l'avinguda del Cardenal Benlloch i el carrer d'Eduard Boscà a l'est, el Passeig de l'Albereda al sud, i el carrer d'Amadeu de Savoia i l'avinguda de Suècia a l'est. A més és travessat de sud a nord per l'avinguda d'Aragó, i al sud del barri s'inicia l'avinguda del Port.
La seua població l'any 2009 era de 15.235 habitants.

## Nom
El barri pren el nom de l'estadi de Mestalla, seu del València CF des de l'any 1923, i aquest pren el nom de la séquia de Mestalla que amb els seus braços i ramals regava tota la zona est de l'Horta de la ciutat de València, ara plenament urbanitzada.

## Història
Els orígens del barri urbanitzat s'inicien al sud, a la vora esquerra del riu Túria, al passeig de l'Albereda, just a l'est de la zona on es van construir els edificies modernistes de l'Exposició Regional Valenciana del 1909.
A aquesta zona és on es troba la caserna o quarters militars de cavalleria de l'Albereda de València (passeig que arribava fins a l'inici de l'actual avinguda d'Aragó), i ocupa estos terrenys des de 1867 aprofitant una part de les instal·lacions del desaparegut Convent de Sant Joan de Ribera, el qual va ser demolit totalment el 1898 per a la construcció de l'Estació d'Aragó.
La resta del barri era horta regada per la séquia de Mestalla i els seus ramals. Era travessada també per camins que comunicaven la ciutat amb els poblats marítims, como ara el "Camí del Cabanyal" al nord, el "Camí d'Algirós" al centre (per l'actual carrer de Finlàndia), i el "Camí Nou del Grau" i el "Camí Vell del Grau" (actual carrer de les Illes Canàries) al sud. A més el límit est del barri és l'actual avinguda del Cardenal Benlloch, que formava part de l'antic Camí de Trànsits.
L'equip de futbol del València CF, fundat l'any 1919, va disputar els seus primers al Camp d'Algirós situat al nord del quarter de cavalleria de l'Albereda, junt a l'actual carrer de Finlàndia que era l'inici del Camí d'Algirós. L'any 1923 es va traslladar 500 metres al nord als terrenys de l'actual estadi de Mestalla, al nord del "Braç d'Algirós" de la séquia de Mestalla.
L'actual avinguda d'Aragó era l'antic traçat de les vies de tren que comunicaven València amb Aragó i Catalunya, i partien des de la desapareguda Estació d'Aragó de 1902 que estava situada a l'actual plaça de Saragossa. Va ser demolida l'any 1974 i va poder obrir-se l'actual avinguda, que actualment és una de les principals vies d'entrada i eixida a la ciutat de València al connectar la zona centre de la ciutat amb l'eixida cap al nord per l'autovia V-21 direcció Castelló, Terol i Barcelona.

## Elements importants
Destaca l'estadi de Mestalla del València CF entre l'avinguda de Suècia i l'avinguda d'Aragó, a més d'edificis modernistes de l'Exposició Regional de 1909 com el Palau de l'Exposició al carrer de Galícia, l'Hotel Westin de la cadena Westin Hotels & Resorts de 5 estreles que ocupa l'edifici de La Llanera (o "La Lanera"), o l'Asil de Lactància que actualment és un balneari urbà.
La caserna o quarter militar de l'Albereda de València disposa del Museu Històric Militar de València al carrer del General Gil Dolz.
El jardí del Túria o el passeig de l'Albereda són ideals per passejar, i a aquest últim trobem a més l'edifici de l'Arxiu del Regne de València, la Piscina València o l'edifici de La Cigonya, antiga clínica de maternitat i actual seu de la Generalitat Valenciana.
L'edifici Europa a l'avinguda d'Aragó és un dels més moderns i coneguts edificis d'oficines de la ciutat, a més de ser seu de la Conselleria de Turisme de la Generalitat Valenciana, i a l'extrem sud del barri es troba el Palau de la Música de València des de 1987 entre el passeig de l'Albereda i el Jardí del Túria. El Centre de Turisme de València (CdT) es troba a les proximitats del palau.
Cinc ponts de molts diferents estils i èpoques creuen el vell llit del riu Túria i actual Jardí del Túria per comunicar el barri amb l'altra vora del riu: el pont de l'Exposició (també conegut com "de Calatrava" o "de la Peineta"), el pont de les Flors, el pont de la Mar (solament per a vianants), el pont d'Aragó i el pont de l'Àngel Custodi.

## Transports
El barri disposa d'una estació de MetroValencia, l'[Estació d'Aragó]] de la línia 5 just al centre del barri.
A l'extrem oest, al Jardí del Túria baix el pont de l'Exposició, es troba l'estació d'Alameda de les línies 3 i 5